# 아우드 듀푸드가
아우드 듀푸드가 케틸스도티르(고대 노르드어: Auðr djúpúðga Ketilsdóttir→케틸의 딸, 마음이 깊은 아우드: 834년-900년)는 9세기 아이슬란드의 초기 정착민 중 한 명으로, 원래 더블린 왕국의 왕비였다.
노르웨이의 헤르시르 케틸 플라트네프와 윙그비 케틸스도티르의 딸로 태어났다. 잉걀드 헬가손의 아들 올라프 힌 흐비티와 결혼했는데, 올라프는 브리튼 제도로 항해가서 더블린을 정복하고 더블린 국왕을 칭했다. 아우드와 올라프 사이에 토르스테인 라우디라는 아들이 태어났다. 그 뒤 올라프가 아일랜드인들과 싸우다 죽자 아우드와 토르스테인 모자는 헤브리데스 제도로 옮겨갔다. 토르스테인은 헤브리데스 여자와 결혼하여 1남 6녀를 낳았다. 토르스테인은 강력한 군벌이 되어 스코틀랜드 북부 지방을 정복하고 다녔으나 배신을 당해 죽었다.
아들의 죽음을 전해들었을 당시 아우드는 케이스네스에 있었는데, 그 즉시 크나르 한 척을 비밀리에 건조할 것을 명령했다. 이유는 알 수 없지만 아우드는 배를 숲 속에서 몰래 조립했고, 배가 완성되자 오크니 제도로 갔다. 오크니에서 손녀 중 한 명인 그로아(Groa)를 시집보내고 다시 돛을 올려 아이슬란드의 브레이다피외르뒤르에 도착했다.

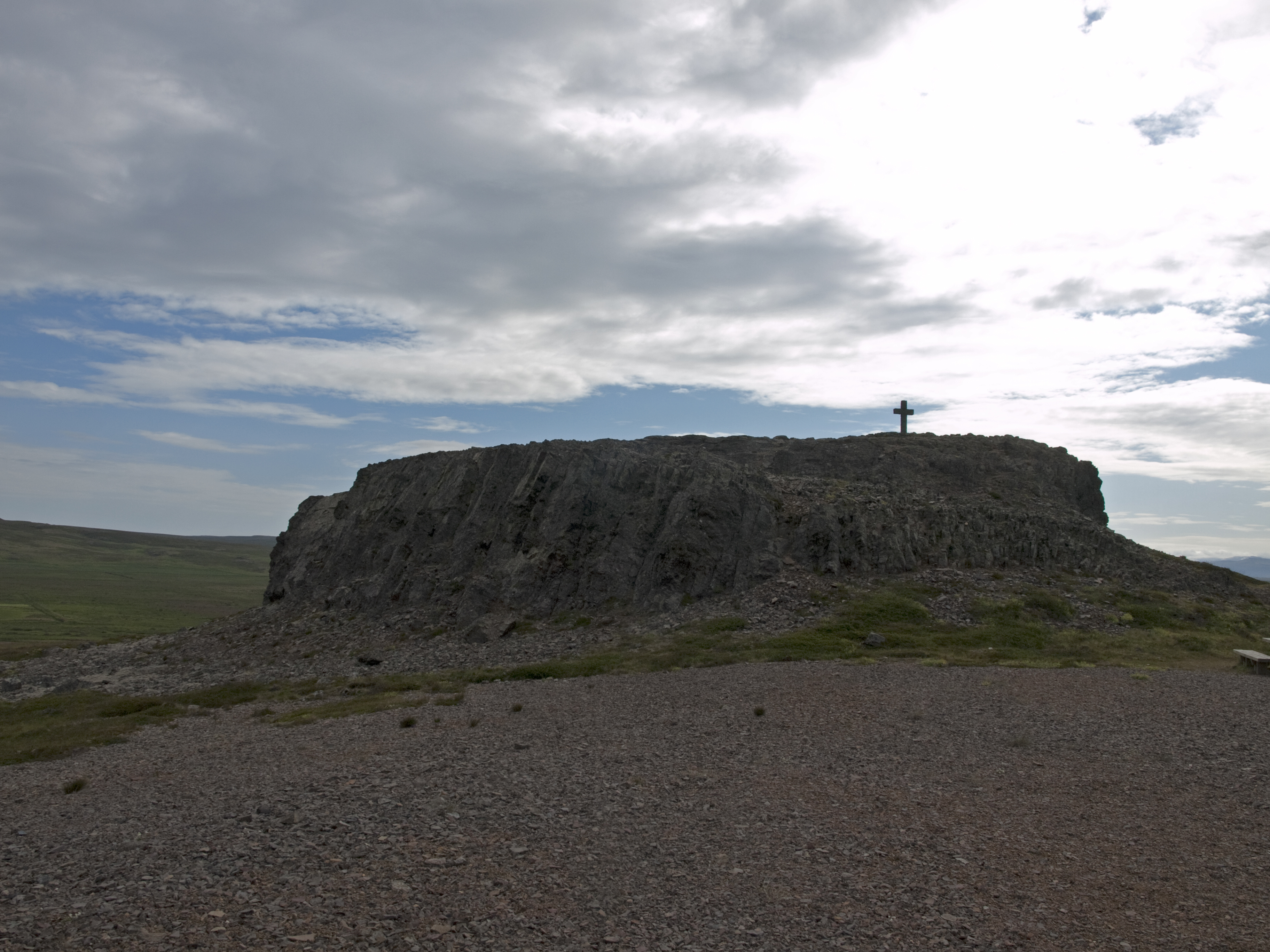
크로스홀라르

아이슬란드에 도착했을 당시 아우드의 휘하에 부하 남자 스무 명이 있었고, 브리튼 제도에서 노예로 잡아온 남자들이 몇 명 더 있었다. 아우드는 노예로 잡혀온 이들을 풀어주고 각자 먹고살도록 땅도 나눠주었다. 이렇게 자유민이 된 노예들 중 한 명이 비필(Vifil)이었는데, 그의 이름이 비필스달 지역의 지명 유래가 되었다고 한다. 아이슬란드 서부에 도착한 아우드는 다그베르다라 강과 스크라우무흘라웁사 강 사이에 있는 모든 땅(오늘날의 달라시슬라에 해당)이 자신과 자기 가족들의 땅이라고 선언했다. 아이슬란드의 초기 정착민들 대부분이 게르만 신앙을 유지했던 것과 달리 아우드는 세례를 받은 기독교인이었고, 자기 땅의 한 언덕에 기도용 십자가를 세웠는데 그곳이 "십자가 언덕"이라는 뜻으로 크로스홀라르(Krossholar)라고 불리게 되었다.
아우드가 왜 아이슬란드까지 흘러가게 되었는지에 관해서는 의견이 분분한데, 보통 남편과 아들이 죽은 뒤 왕비로서의 자신의 지위를 되찾는 것이 불가능하다는 것을 깨닫고 늙은 나이에도 완전히 새로 시작하기 위해 신천지를 찾아 떠났다는 해석들이 이루어진다.
아우드는 식민의 서, 냘의 사가, 에위리 사람들의 사가, 붉은 에이리크의 사가, 그레티의 사가 등에 등장한다.